# イッツ・インポッシブル
「イッツ・インポッシブル」（It's impossible）は、アルマンド・マンサネーロが1968年に発表したラテンのスタンダード・ナンバーである。1971年にペリー・コモがシド・ウェインの英詩で録音し全米10位を記録し、彼の’70年代の代表作として幅広い層に支持された作品である。

## 解説
アルマンド・マンサネーロはメキシコのシンガー・ソングライターで原曲は”Somos novios"といい1968年にマンサネーロ自身が録音した。シド・ウェインが英詩を書き1970年5月ペリー・コモが録音しシングルとして発売すると4ヶ月で全米10位まで上昇する大ヒットを記録した。イージー・リスニング・チャートでは第1位を4週間維持した。コモは翌年には同じマンサネーロの作品「雨のつぶやき」も録音している。1971年初めに同名のアルバムをリリース、最高位22位を記録し1970年代にはいっても健在であることをしめした。イギリスでも全英4位を記録している。この曲でグラミー賞の最優秀男性歌手にノミネートされたが、ジェームス・テイラーの「君の友だち」が受賞した。「愛の夢」という邦題もつけられたが、同名異曲があり、カタカナの原題で知られている。

## 主要なカヴァー
- ニュー・バース - シングル (1971) 全米52位　R & Bチャート12位
- エルヴィス・プレスリー - アルバム"Elvis" (1973)
- アンディ・ウィリアムス - アルバム"Love Story" (1971）
- ジョニー・マティス - アルバム"Love story" (1971)
- シャーリー・バッシー - アルバム"Something else" (1971）
- エンゲルベルト・フンパーディンク - アルバム"Live and S.R.O. at the Riviera Hotel, Las Vegas" (1971)[3]
- ヴィッキー・カー - アルバム"En Espanol" (1972) Sung in Spanish[4]